# David Malkin
 (octobre 2016).
Site officiel
David Malkin, né le 23 mars 1910 à Akkerman (près d'Odessa) en Bessarabie et mort le 12 août 2002 à Ballainvilliers, est un sculpteur et un peintre juif russe de la nouvelle École de Paris.
Il est sculpteur jusqu’au milieu des années 1950, évoluant du réalisme au figuratif stylisé, puis à l’abstraction avec des compositions à partir de lettres hébraïques. C’est à Paris à compter de 1955 qu’il passe progressivement de la sculpture à la peinture. Il est reconnu aujourd’hui surtout en tant que peintre non figuratif.
Il a exposé à Jérusalem, à Rome, à Florence et à Paris où la Galerie Arnoux l'expose depuis 1987.

## Biographie
David Malkin naît le 23 mars 1910 à Akkerman, une ville sur la mer Noire près d'Odessa en Bessarabie.  Il est le dernier né d'une famille russe, juive orthodoxe, dont le grand-père était le scribe de la synagogue. Ce dernier recopiait à la plume des textes sacrés sur des parchemins. Son habileté était légendaire car il pouvait écrire un mot sur un grain de riz.
Son père Menachem fabrique des couleurs sous toutes ses formes à partir de pigments broyés : de la teinture pour tissus, de la peinture de bâtiment, de la peinture de décoration, des tubes de couleurs et des crayons pastels pour les artistes peintres. La droguerie familiale les vend avec d’autres matériels pour artistes.
David grandit dans cet univers qui va révéler très tôt sa passion pour la sculpture et la peinture. Il dessine beaucoup et fait des figurines en plasteline qui trônent dans la vitrine du magasin. Un des clients s’enthousiasme devant l’une d’elles et il conseille à ses parents de lui faire suivre des cours d'arts plastiques. Cette décision n’est pas facile à prendre car la religion juive interdit la représentation. C'est une chose de laisser jouer un enfant et une autre de l'encourager dans cette voie.
Lazar, l’aîné de la fratrie, de 15 ans plus âgé que David, est un érudit éclairé qui a beaucoup voyagé de par le monde. Son influence sera déterminante pour obtenir l’accord parental. Ainsi David fréquente l'académie du sculpteur Arrerman Norman, professeur des Beaux Arts de Prague et l’atelier du peintre Nicolaï Ivanovitch Berner. Et il expose ses sculptures dès l’âge de 14 ans auprès de celles d'artistes confirmés.

### Sculpteur
David Malkin, à 23 ans, dispose de son propre atelier, privilégiant la sculpture comme principal mode d’expression.
Comme de nombreux jeunes juifs de sa génération, il est sioniste socialiste en réaction à l’antisémitisme grandissant en Europe de l’est. De 1928 à 1934, il est chef de cellule du mouvement Hachomer Hatzaïr. Après son service militaire en Roumanie en 1932 dans l’artillerie lourde, il décide de faire son Aliyah. En 1934, il fait donc partie des nombreux pionniers venus des pays de l’Est qui contribuent à construire le futur état d'Israël.
Il est d’abord haver-kibboutz à Magdiel (kibboutz Daliah) durant deux ans. En 1936, à Haïfa, il est ouvrier puis menuisier, métier qu’il a appris et exercé au kibboutz. Parallèlement, il poursuit la sculpture et devient membre de l'association « des Artistes de Haïfa » et de l’association «Palestine Artists et Sculptors».
De 1938 à 1947, il vit à Jérusalem près de Mea Shearim, quartier des hassidim - religieux ultra orthodoxes. Ils inspireront des années plus tard une thématique récurrente de son œuvre pictural.
En 1938, il fait une exposition personnelle de sculptures à la Galerie Schlosser, puis au Beth Aluzoth à Jérusalem.  Il participe à la vie culturelle et artistique du pays en construction. Il réalise des portraits et des bustes de chacun de ses amis, dont le poète yiddish Uri Zvi Grimberg, la comédienne Hana Rovina du théâtre Habima de Jérusalem et l’écrivain et journaliste Joshua Tan Paï.
En 1939, il épouse Myriam Tal, critique d’art. En 1941, ils ont  une fille, Rama. En 1942, il s’engage comme volontaire dans l’unité juive de la 8ème armée britannique sous le commandement du Maréchal Bernard Montgomery et participe aux campagnes d’Afrique et d’Italie. Il sert dans une unité spécialisée dans le camouflage où il exerce ses talents de menuisier charpentier pour construire des leurres afin de dérouter l’aviation ennemie.
David Malkin a la chance, grâce à la complicité de son Commandant, amateur d’art, de pouvoir continuer à sculpter malgré les difficultés inhérentes à la vie d’un camp militaire itinérant.
Dès sa démobilisation, en 1945, ses bustes d’officiers et de camarades d’unité font l’objet d’une exposition organisée sous l’égide du Centre Culturel de l’Armée Britannique à Jérusalem.
En 1946, David Malkin expose à la Maison des Halutzot de Jérusalem et reçoit une bourse pour faire des études à l’Académie des Beaux-arts de Florence, en Italie. Il est heureux de saisir cette occasion et c’est ainsi qu’en 1947, il s’installe à Florence. Il fait la connaissance de Maddalena, une jeune étudiante des Beaux Arts. En 1950, il l’épouse en secondes noces. Elle se convertit au judaïsme en 1953 alors que leur fille Shira vient de naître et choisit désormais de s’appeler Ruth.
Le couple bohème fréquente la communauté internationale d’intellectuels et d’artistes du Florence d’après-guerre. Ils sont très proches du sculpteur Giacomo Manzu et des peintres Carlo Carra et Campilli.
En 1950, David Malkin reçoit le Prix de l’Académie des Beaux Arts de Florence.
En 1951, il expose à Rome en tant que sculpteur aux côtés du peintre Haïm Levanon.
En 1953, il participe à l'exposition Mezzo Secolo d'Arte Toscana au Palazzo Strozzi à Florence.
En 1955, il fait successivement deux expositions personnelles à Florence dans les galeries Il Numero et La Cava.
Dans les années 1950, David Malkin crée des compositions de lettres hébraïques et, notamment deux d’entre elles  traduisent de manière architecturale le verset d’un psaume de David : "Les fleuves vont applaudir, les montagnes vont se réjouir".
David Malkin a 45 ans lorsqu’il rejoint deux de ses sœurs qui avaient émigré à Paris dans les années 1930. Les autres membres de leur famille ont, soit émigré en Israël, soit péri en Ukraine dans la Shoah par balles.
À Paris, David Malkin est l’un de ces artistes juifs étrangers qui animent les cafés de Montparnasse à la rencontre du Paris qui les a tant fait rêver. Il se lie avec Mané-Katz, Poliakov, Marian, Giacometti. Au Select, son café préféré à Montparnasse, il a l’occasion de retrouver des amis perdus de vue : la sculptrice Hana Orloff, le peintre Reginald Weston et la chanteuse Braha Zefira.
En 1956, David Malkin obtient le prix de sculpture de l'exposition "Jour de l'Indépendance d'Israël" à la galerie Katz à Paris et, la même année, il participe à l'Exposition Internationale des Arts Plastiques Contemporains au Musée des Beaux Arts de Paris.
Le critique d’art Waldemar Georges,  tenant David Malkin en haute estime, le range parmi les artistes juifs de l’Ecole de Paris dans une étude intitulée « Les artistes juifs et l'Ecole de Paris », reprise dans Combat Art (6 avril 1959 - n°57).  Il qualifie son œuvre de «véritable révolution sculpturale».

### Peintre
David Malkin fréquente l’Académie de la Grande Chaumière. Il dessine à tout moment sur des carnets de croquis et prépare des projets de sculptures.
Il reçoit le soutien d’André Lhote. Par amitié, celui-ci l'accueille dans son atelier pour qu'il bénéficie d'un espace plus adapté à la sculpture que son petit logement sous les toits parisiens. Il lui permet également, à titre gracieux, de suivre l’enseignement de peinture de son Académie à Montparnasse.
David Malkin revient donc progressivement à la peinture.  En tant que peintre, il fait le même parcours qu’il fit en tant que sculpteur. Il explorera ses sujets avec des variations stylistiques, comme s’il faisait des gammes, allant du réalisme au cubisme, du non figuratif à l’abstraction.
Durant 40 ans, des silhouettes évoquant son passé, notamment celles de hassidim, hantent toute son œuvre. Il réalise également dans les années 1960 une série de portraits de victimes des pogroms et de la Shoah. Par ailleurs, il peint des compositions denses, aux nuances chromatiques subtiles et raffinées, qui laissent deviner des masques mystérieux et parfois tragiques.
Il peint sur toile et sur papier jusqu’au milieu des années 1960. Puis, il adopte définitivement le support papier. Il peint sur du papier japon, du papier velours ou cartonné, strié, ondulé, métallisé. Il se démarque des usages en choisissant de petits formats atypiques. David Malkin disait de lui-même avec humour qu’il créait « de grandes œuvres sur de petits formats».
Ses œuvres sont très rarement datées. Elles sont répertoriées par tranches de 5 ou 10 ans, d'après l'évolution de son style et de ses périodes.
Il participe à des salons internationaux et aux expositions collectives organisées par l'ambassade d'Israël en France ou par l'Association des Artistes Juifs de Paris.
Dans les années 1970, son cercle d’amis se renouvelle : le photographe Izis, l’écrivain David Shahar, les peintres Isaac Antcher, Lev Meshberg et Edik Steinberg, Jeanne Modigliani, la fille du peintre.
Durant les années 1980, ses compositions deviennent plus sereines et lumineuses. En 1982, il fait une exposition personnelle de peintures et sculptures au Centre d'art et de culture Israël Jefroykin et, en 1984, au Centre Rachi à Paris.
En 1987, sa rencontre avec Jean-Pierre Arnoux marque un tournant heureux dans son parcours. La galerie Arnoux, au cœur de Saint-Germain-des-Prés, spécialisée dans l’art des années 1950-1960, adopte l’artiste et expose son œuvre encore aujourd'hui.
Dans les années 1990, David Malkin découvre la Corse .[style à revoir]. Les tableaux de cette dernière période ont des couleurs éclatantes et leur composition est complètement abstraite.
David Malkin s'arrête progressivement de peindre après la disparition de Ruth, sa femme, en novembre 1995. Durant ses dernières années, il continue néanmoins à dessiner et écrire constamment dans les petits carnets qu'il a toujours sur lui et qu'il remplit depuis plus de 40 ans. Il meurt en août 2002, un carnet à ses côtés où il aura dessiné jusqu'au dernier moment. Il est inhumé au cimetière du Montparnasse (division 30).

## Histoire de sa signature
Malkin est un nom juif russe qui s’écrit en alphabet cyrillique ou hébraïque. Lorsque la Bessarabie devient roumaine, tous les noms sont latinisés. Comme en italien, la consonance «k» est retranscrite  «ch».  Malkin devient donc «Malchin».
En 1934, lorsqu’il émigre en Palestine, qui est sous mandat britannique, son patronyme est écrit «Malkin» en alphabet latin, par l’administration anglaise.
En Italie, où il s’installe en 1947, son nom redevient «Malchin» car traduit directement de l’hébreu en italien.
À son arrivée en France en  1955, il découvre que son nom ainsi orthographié se prononce de manière désagréablement différente. Il fait des démarches au début des années 1960  pour retrouver sa signature «Malkin» en tant que nom d’artiste.
C’est pourquoi, jusqu’en 1947, ses œuvres sont signées «Malkin» en caractères cyrillique ou hébraïque, puis «Malchin» en alphabet latin jusqu’au début des années 1960. Sa signature devient alors définitivement «Malkin». Lorsque, vers la fin de sa vie, il signe a posteriori certaines de ses œuvres, ce sera avec «Malkin», même pour les plus anciennes.
Par ailleurs, David Malkin signe la majorité de ses dessins et croquis avec ses initiales «D.M.». Certains de ses manuscrits sont également signés «D.Malkin».